# Tillai Ernő
Tillai Ernő (Pécs, 1927. március 3. –) kétszeres Ybl-díjas magyar építész, fotóművész. Gyermeke Tillai Gábor (1959) muzeológus.

## Életpályája
1945-1946 között as pécsi tudományegyetem, magyar-olasz-filozófia-művészettörténet hallgatója, 1950-ben Budapesti Műszaki Egyetem Építészmérnöki Kar hallgatója volt. 1953 és 1955 között a Magyar Építőművészek Szövetsége Mesteriskola hallgatója. 1968-ban városépítés-városgazdasági szakmérnöki oklevelet szerzett a Budapesti Műszaki Egyetemen.  Mesterei dr. Pogány Frigyes, Weichinger Károly, Major Máté, dr. Bardon Alfréd és id. Janáky István voltak. 
Pécsett él, ahol számos épület homlokzati architektúráját tervezte. A Magyar Fotóművészek Szövetsége kiállításainak rendszeres résztvevője.
Munkahelyei: 1949-1953: Budapesti Műszaki Egyetem Rajzi Tanszék; 1951-1955: Középülettervező Vállalat, Budapest; 1955 és 1956 között a Pécsi Tervező Vállalat főépítésze, 1957 és 1958 között igazgatója, 1959 és 1989 között építész-főmérnöke, műteremvezetője volt.  1990 óta a MODULTERV-General Kft. műteremvezetője. 

## Szervezeti tagságai
A Magyar Építőművészek Szövetsége, a Magyar Építészeti Kamara, a Fotóművészek Nemzetközi Szövetsége (FIAP), a Mecseki Fotóklub tagja, a Magyar Fotóművészek Szövetségének vezetőségi tagja. 

## Díjai, elismerései
- 1967: római Collegium Hungaricum ösztöndíja;
- 1961, 1974: Ybl Miklós-díj;
- 1972: építészeti nívódíj;
- 1981: könyvkiadói nívódíj;
- Janus Pannonius-díj;
- 1991: MFIAP mesterfényképésze.
- 2009: Tüke-díj
- 2017: Pécs díszpolgára [3]

## Jelentősebb megvalósult épületei
- Úri u. 6. és Országház u. 18. műemléki rekonstrukciója, Budapest, 1952-1954
- Keszthelyi posta
- Creditanstalt, Pécs, Mária u. 3.
- Inter-Europa Bank, Pécs, Ferencesek utcája 17.
- KONZUM Irodaház, Pécs, Irgalmasok utcája 5.
- MATÁV székház, Pécs, Rákóczi út 19.
- Szliven Áruház, Pécs, Rókus u. 1.
- DOMUS Áruház, Pécs, Bajcsy-Zsilinszky u. 18.       -
- Szekszárdi Művelődési Központ, Mártírok tere 10., 1965-1970
- Szombathelyi Művelődési Központ, Ady Endre tér 5.
- Evangélikus Hittudományi Egyetem, Budapest, XIV., Rózsavölgyi köz 3.
- Hotel Ezüstpart, Siófok, 1983
- Pécs lakótelepi épületeinek egyedi homlokzata

## Egyéni kiállításai
- 1974 • Épületterveim, Pécs • Itália (fotókiállítás), Pécs • Dunaújváros • Budapest
- 1978 • Fényes Adolf Terem, Budapest (kat.)
- 1989 • Hommage a Monet (fotófestmények), Pécs • Budapest • Vác • Graz
- 1993 • Hommage a Monet, Pécsi Kisgaléria
- 1997 • A festői Pécs (fotófestmények), Pécs.

## Részvétele csoportos kiállításokon (válogatás)
- 1957 • Vidéki építészek kiállítása I-II., Budapest
- 1961 • Országos Építészeti Kiállítás, Budapest • Fiatalok [Balla Demeterrel, Molnár Erzsébettel], Budapest • Pécs
- 1989 • A PÉCSITERV építésztervezői, Pécs
- 1996 • A látható jelen, Ernst Múzeum, Budapest
- 2001 • Fotó-Művészet. Országos fotóművészeti kiállítás, Műcsarnok, Budapest.